# Пјуро
Пјуро (итал. Piuro) је насеље у Италији у округу Сондрио, региону Ломбардија.
Према процени из 2011. у насељу је живело 1913 становника. Насеље се налази на надморској висини од 400 м.

## Становништво
Према резултатима пописа становништва 2011. у општини је живело 1.950 становника.
| 1931. | 1936. | 1951. | 1961. | 1971. | 1981. | 1991. | 2001. | 2011. |
| ----- | ----- | ----- | ----- | ----- | ----- | ----- | ----- | ----- |
| 1.869 | 1.647 | 1.823 | 1.694 | 1.564 | 1.697 | 1.713 | 1.913 | 1.950 |